# Schnabel

Schnabelformen bei Vögeln

Der Schnabel (lateinisch Rostrum) ist in der Zoologie ein nach vorne spitz auslaufendes Mundwerkzeug, das bei Vögeln, Schildkröten, Schnabeltieren, Schnabelwalen und auch Kopffüßern durch die mit Hornscheiden überzogenen Kiefer gebildet wird. Bei den Wirbeltieren unter den schnabeltragenden Arten dient der Schnabel als Ersatz für entwicklungsgeschichtlich nicht mehr vorhandene Zähne.

## Vögel
Bei den Vögeln dient der Schnabel nur selten zum Zerkauen, Ausnahme wären zum Beispiel die Papageien, sondern hauptsächlich als Greifwerkzeug zur Aufnahme, zum Abreißen oder Abschneiden der Nahrung, vor allem bei Greifvögeln. Ferner erfüllt er auch verschiedene technische Funktionen, zum Beispiel beim Nestbau als „Meißel“, beim Gründeln als „Seihapparat“, bei der Nahrungsaufnahme das Enthülsen von Samen oder er dient als Kletterhilfe. Die in der Vogelwelt sehr unterschiedliche Schnabelform steht in enger Beziehung zur Funktion, insbesondere zur Art der Nahrung und der Methode der Nahrungsgewinnung. So existieren beispielsweise Krumm- und Spitzschnäbel, Kreuzschnäbel und Seihschnäbel.
Bei Vögeln wird der Schnabel in Ober- und Unterschnabel unterteilt. Die knöcherne Grundlage sind der Ober- und Unterkiefer, die mit Hornsubstanz überzogen sind. Am Oberschnabel bildet die Hornscheide (Rhamphotheca) einen konvexen Rücken oder First (Culmen), auch Schnabelfirst genannt, während die seitliche Kante als Schnabelkante (Tomium) bezeichnet wird und der gekrümmte vordere Teil als Schnabelkuppel (Dertrum). Die Nasenöffnung liegt zumeist an der Basis des Oberschnabels, lediglich beim Kiwi an der Schnabelspitze. Am Unterschnabel werden die Spitze als Dille (Myxa) und die Schnabelkante als Dillenkante (Gonys) bezeichnet. Am Schnabelansatz ist die Haut bei vielen Vögeln zur Wachshaut modifiziert.

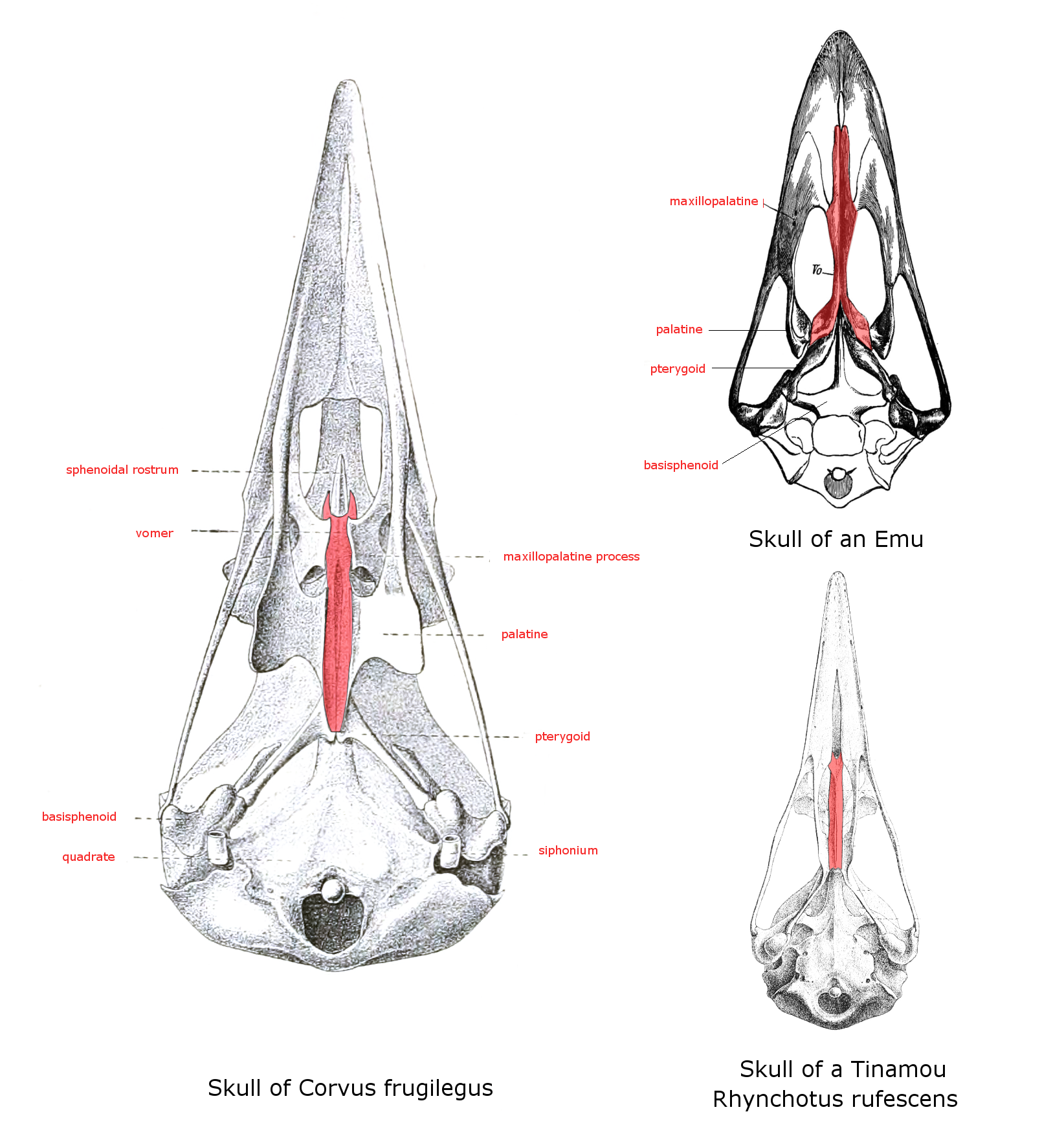
Position des Vomer (rot) in den Neukiefervögel (Neognathae, links) und Urkiefervögel (Palaeognathae, rechts)

Die Hornsubstanz hat ein unterschiedliches Oberflächenprofil. Bei einigen Arten, wie zum Beispiel in der Gattung der Säger, bildet sie eine zahnartige Leiste, bei anderen, wie bei den Schwimmenten Lamellen, die zum Filtrieren von Nahrung eingesetzt werden.
Bei Fehlstellungen der Schnäbel oder mangelnder Abnutzung infolge nicht artgerechter Haltung und Fütterung wird die Hornsubstanz nicht mehr ausreichend abgerieben und es kommt zu Verlängerungen und/oder Verkrümmungen, die in extremer Form die Nahrungsaufnahme vollständig verhindern. Bei Ziervögeln ist hier Kürzen oder sogar eine chirurgische Schnabelkorrektur notwendig. In der Massentierhaltung von Hybridhühnern und Puten werden die Schnäbel gekürzt, um Kannibalismus zu verhindern.

## Schildkröten

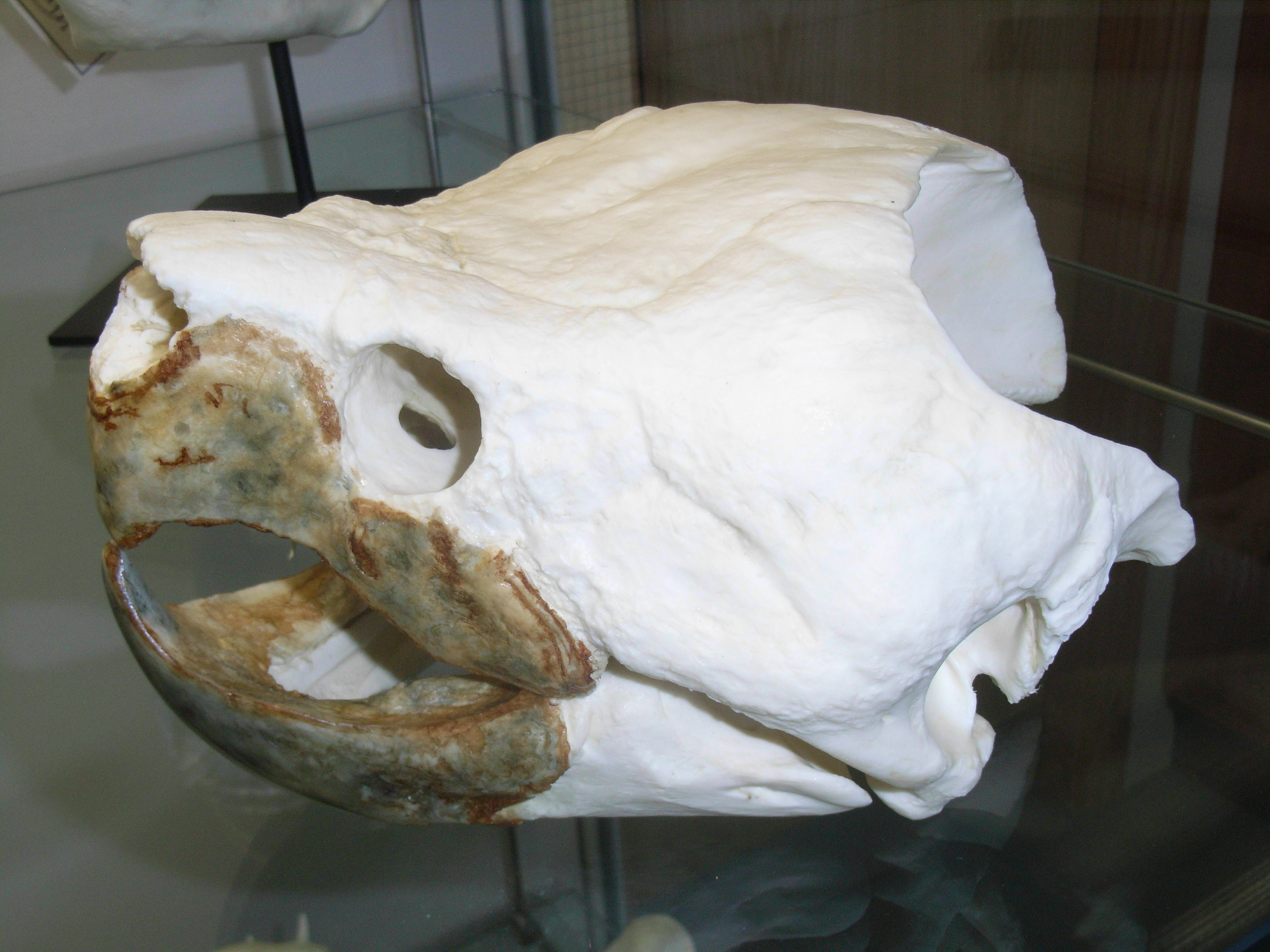
Schädel, mit Schnabel, der Geierschildkröte (Macrochelys temminckii) (Abguss)

In der Ordnung der Schildkröten (Testudinata) sind bei allen rezenten Formen die Zähne restlos rückgebildet, sie sind zahnlos (edentat). Zum Beißen dient ihnen ein verhornter Schnabel, anatomisch mit dem Fachbegriff Rhamphotheca bezeichnet (seltener, wie andere Schnäbel, auch Rostrum genannt). Der Schnabel liegt den Kieferknochen (Oberkieferknochen, Prämaxillare und Maxillare, und Unterkieferknochen, Mandibula) auf. Er besitzt eine Schneidekante (Tomium), die je nach Ernährungsweise und nach Art glatt oder zahnartig gezackt sein kann. Die Form des Schnabels wird durch die Form der unterliegenden Kieferknochen bestimmt, nur selten besitzt der hornige Schnabel kleine Rippen oder Tuberkel, die nicht im Kieferknochen vorgebildet sind. Der Kiefer mit dem Schnabel kann, je nach Ernährungsweise, plattenartig verbreitert oder durch Rippen oder Leisten skulpturiert sein. Bei geschlossenem Maul umgreift der etwas breitere Oberschnabel in der Regel den Unterschnabel, so dass die Kiefer funktional meist nicht direkt gegeneinander arbeiten, sondern Nahrungsmaterial scherenartig abschneiden. Oft bildet die Spitze des Oberschnabels einen abgesetzten, hakenartigen Fortsatz aus, ein solcher Hakenschnabel ist besonders markant zum Beispiel bei den Alligatorschildkröten ausgebildet, bei den Schnappschildkröten ist auch der Unterschnabel derart hakenförmig gezahnt. Der Oberschnabel kann aber auch durch mehrere, nebeneinander liegende Spitzen (tomiodont) ein gezacktes, gezähntes Aussehen erhalten, wobei es Formen mit zwei oder drei solchen Zähnen gibt. Durch den übergreifenden Oberschnabel ist diese Zähnung bei geschlossenem Maul sichtbar. Oft sind diese bei Männchen größer als bei Weibchen (Sexualdimorphismus).

## Kopffüßer

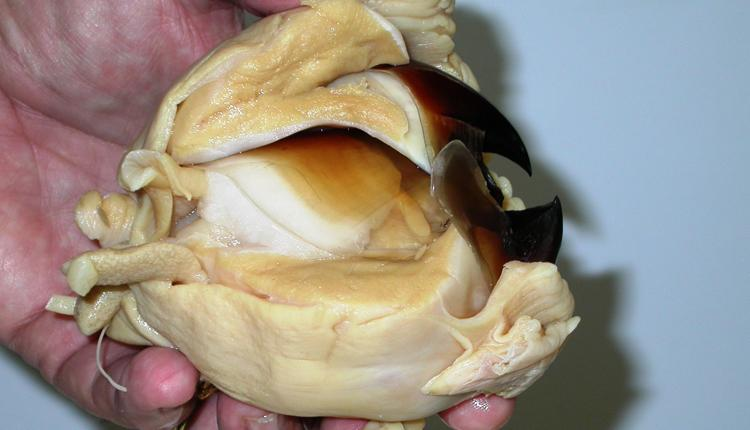
Herauspräparierter Schnabel eines Riesenkalmars (Architeuthis dux)

Bei den Kopffüßern, insbesondere den Tintenfischen, sitzt der Schnabel (auch Hornkiefer, anatomisch auch Rostrum genannt) an der Mundöffnung, die sich mittig zwischen den Fangarmen befindet. Er dient den durchweg räuberischen Tieren zur Zerkleinerung ihrer Beute. Bei vielen Arten wird durch den Biss zudem das in den als Giftdrüsen wirkenden hinteren Speicheldrüsen gebildete Gift appliziert und die Beute dadurch gelähmt. Der Schnabel sitzt im Inneren eines annähernd kugeligen, muskulösen Schlundkopfs. Beim lebenden Tier ist er außerdem von flexiblen Lippen bedeckt und normalerweise nicht frei sichtbar. Der Schnabel wird gebildet aus zwei gegeneinander arbeitenden, auch Mandibeln genannten Kiefern, deren hintere Kanten zur Vergrößerung der Anheftungsfläche der Muskeln meist flügelartig verbreitert sind. Vorn läuft er in Spitzen aus, deren Form oft mit einem Papageienschnabel verglichen wird. Der Oberkiefer ist normalerweise spitzer als der Unterkiefer. Zwischen den beiden Kiefern des Schnabels sitzt im Schlundkopf eine zungenartige Leiste, die Odontophore. Diese trägt die in einem Beutel sitzende Radula, die bei den Kopffüßern ausschließlich Greiffunktion besitzt und gemeinsam mit dem Schnabel zur Behandlung der Beute verwendet wird. Der Schnabel der Tintenfische ist eine nicht biomineralisierte, ausschließlich aus Chitin und Proteinen aufgebaute Struktur, dennoch ist er hart genug, um einigen Arten das Knacken von Muschelschalen zu ermöglichen. Bei den Perlbooten und den (ausgestorbenen) übrigen Nautiloideen ist der Schnabel hingegen durch Kalkeinlagerungen mineralisiert.
Der Schnabel wird von speziellen, Beccublasten genannten, drüsigen Zellen abgeschieden.
Da die Schnäbel der Tintenfische fast die einzigen Hartteile des weichhäutigen und sich schnell zersetzenden Individuums sind, dienen sie zur Artbestimmung, insbesondere aus dem Mageninhalt von tintenfisch-fressenden (teutophagen) Räubern. Bei einigen Arten kann aus der Größe des Schnabels auf die Größe des erbeuteten Tintenfischs rückgeschlossen werden.

## Fische
Bei Schwertfisch, Segelfisch und einigen anderen Arten wird die Ausprägung des Kopfes zu einer schwertähnlichen Spitze (dem Rostrum) ebenfalls als Schnabel bezeichnet.